# Сон (единица)
Сон (означава се с sone) е извънсистемна единица за силата на звука. В акустиката силата на звука е субективното възприятие на звуковото налягане. Изследването на възприеманата сила на звука е включено в темата за психоакустиката и използва методи на психофизиката. Удвояването на възприеманата от човешкото ухо сила на звука удвоява силата на звука.
Единицата сон е предложена от Стенли Смит Стивънс през 1936 г. Не е част от системата SI, тъй като от гледна точка на метрологията не е достатъчно точна и еднозначно определена. Според дефиницията на Стивънс силата на звука от 1 сон е еквивалентна на 40 фона (1 kHz тон при 40 dB звуково налягане). Скалата на фон се изравнява с dB, а не със силата на звука, така че скалите на сон и фон не са пропорционални. Следната таблица, дефинирана от Стивънс, показва връзката между сон и фон:
| sone | 1  | 2  | 4  | 8  | 16 | 32 | 64  |
| phon | 40 | 50 | 60 | 70 | 80 | 90 | 100 |